# Pseudotachidiidae
Pseudotachidiidae é uma família de crustáceos da ordem Harpacticoida.